# Seweweekspoortpiek

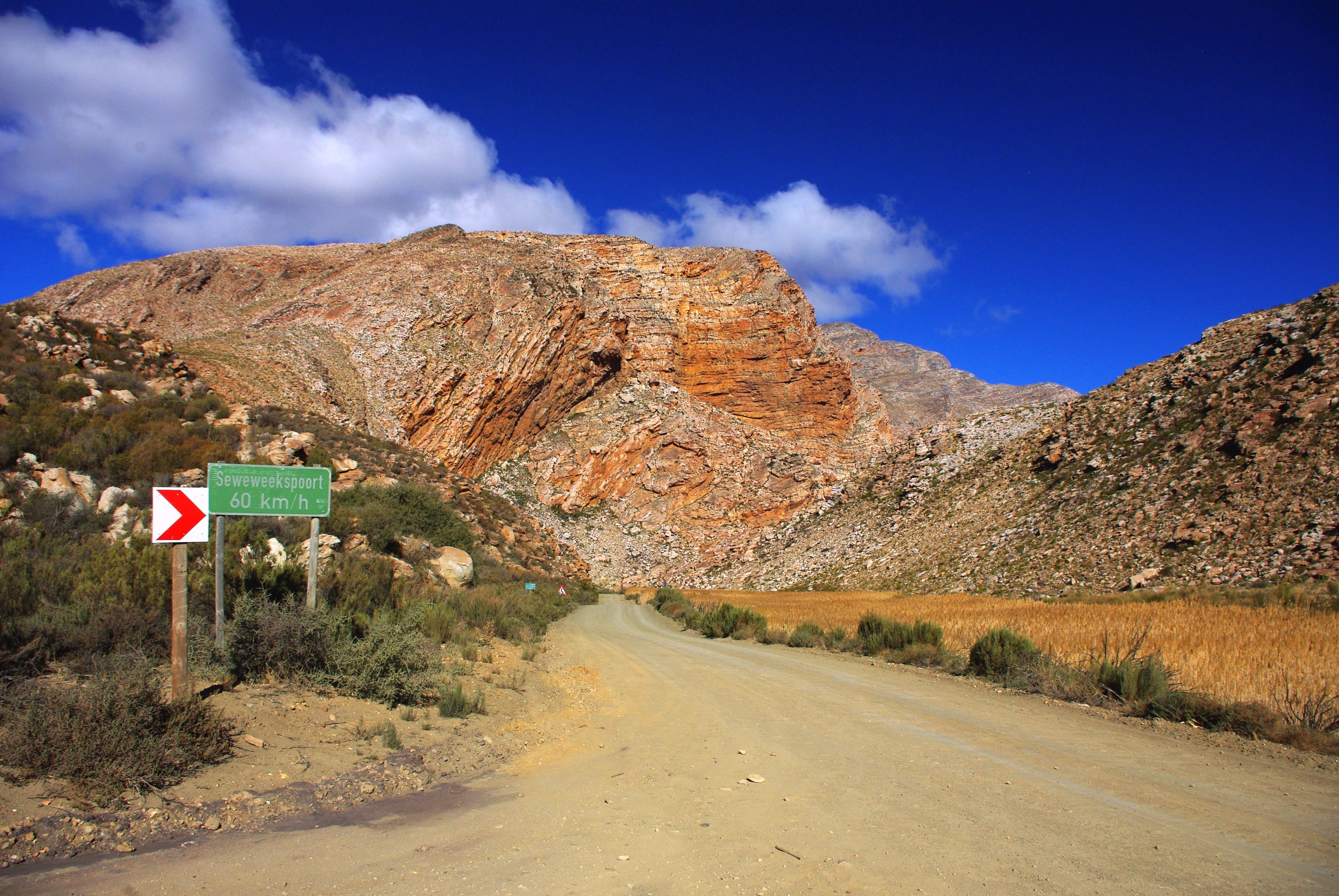
Zufahrt zum Seweweekspoortpiek (2017)

Der Seweweekspoortpiek ist ein 2325 m hoher Berg in der Provinz Westkap, Südafrika. Er ist der höchste Gipfel der Kleinen Swartberge und damit der gesamten Gebirgsformation des Kap-Faltengürtels. Nach dem im südwestlichsten Teil des Kap-Faltengürtels gelegenen Du Toits Peak weist der Seweweekspoortpiek mit über 1500 Metern die zweitgrößte Schartenhöhe Südafrikas auf. Der Seweweekspoortpiek ist Bestandteil des Cape Floral und gehört seit 2004 zum UNESCO-Weltnaturerbe. In den 1950er Jahren soll am Berg die als ausgestorben erachtete Zuckerbuschart Protea aristata wiederentdeckt worden sein.
Östlich des Gipfels verbindet der Seweweekspoort Gebirgspass die Kleine mit der Großen Karoo. Der Pass kann auf nicht asphaltierter Strecke mit dem Auto überwunden werden. Errichtet wurde er zwischen 1859 und 1862, anfänglich von italienischen Gefangenen. Entlang der Strecke lassen sich Phasen diskordanter Aufeinanderlagerungen von Sedimentgesteinsschichten wie Silt- und Tonsteine sowie Grauwacken der älteren Malmesbury-Gruppe entdecken. 
Etwa 15 Kilometer südwestlich (Luftlinie) liegt die Kleinstadt Ladismith, die zur Gemeinde Kannaland im Distrikt Garden Route gehört. Östlich des Gipfels schließt sich das Towerkop-Naturschutzgebiet an.